# 이그니스 (더 킹 오브 파이터즈)
이그니스(영어: igniz)는 더 킹 오브 파이터즈의 등장인물이다.

## 캐릭터 이야기
이그니스는 오로치 일족의 봉쇄 이후 대두된 네스츠 조직의 총수이다. 전 대 총수이자 아버지인 네스츠를 죽인 뒤, 그를 허수아비삼아  실권을 휘둘렀다. 제로를 배후에서 조종하고 K'를 복제하여 크리자리드라는 이름을 부여하고 자신의 조직에서 간부로 활용하였다. 게다가 쿠사나기 쿄를 납치한 이후 대량복제하여 네스츠 소속 병력으로 활용하기도 했다.
그의 성격은 완벽주의자이며 스스로 인간이 아니라 신이라고 생각하며 살고 있다. 또한 각종 범죄(쿠사나기 쿄납치 등)에 그 조직 네스츠가 개입되어 있고 이 때문에 하이데른과 대립하게 된다.
결국 하이데른 일행에게 제압당하자 '내가 신이 되지 못한다면 인류를 멸망시킬 악마가 되어야겠다.'는 말을 남기고 자신의 우주선을 지구와 충돌하여 자폭을 시도하였으나 하이데른의 부대원들이 발빠르게 움직여 실패로 돌아간다.
성우는 와카모토 노리오가 맡았다.

## 외모
이그니스는 56살의 나이로 타쿠마 사카자키보다 연상이고 또한 하이데른보다도 9살이나 연상이다. 그럼에도 불구하고 외모는 상당히 동안이라 20대와 비슷한데, 이는 담당자의 요구에 의해 디자이너가 의도적으로 '젊고 아름답게' 디자인했기 때문이다.

## 이그니스의 수하
- 크리자리드
- 제로
- 다이아나 (KOF)
- K'
- 폭시
- 쿨라 다이아몬드
- 윕
- 그 외 쿠사나기 쿄의 클론들.